# Simon Gregorčič

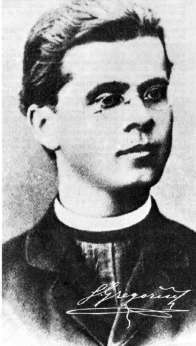
Simon Gregorčič.

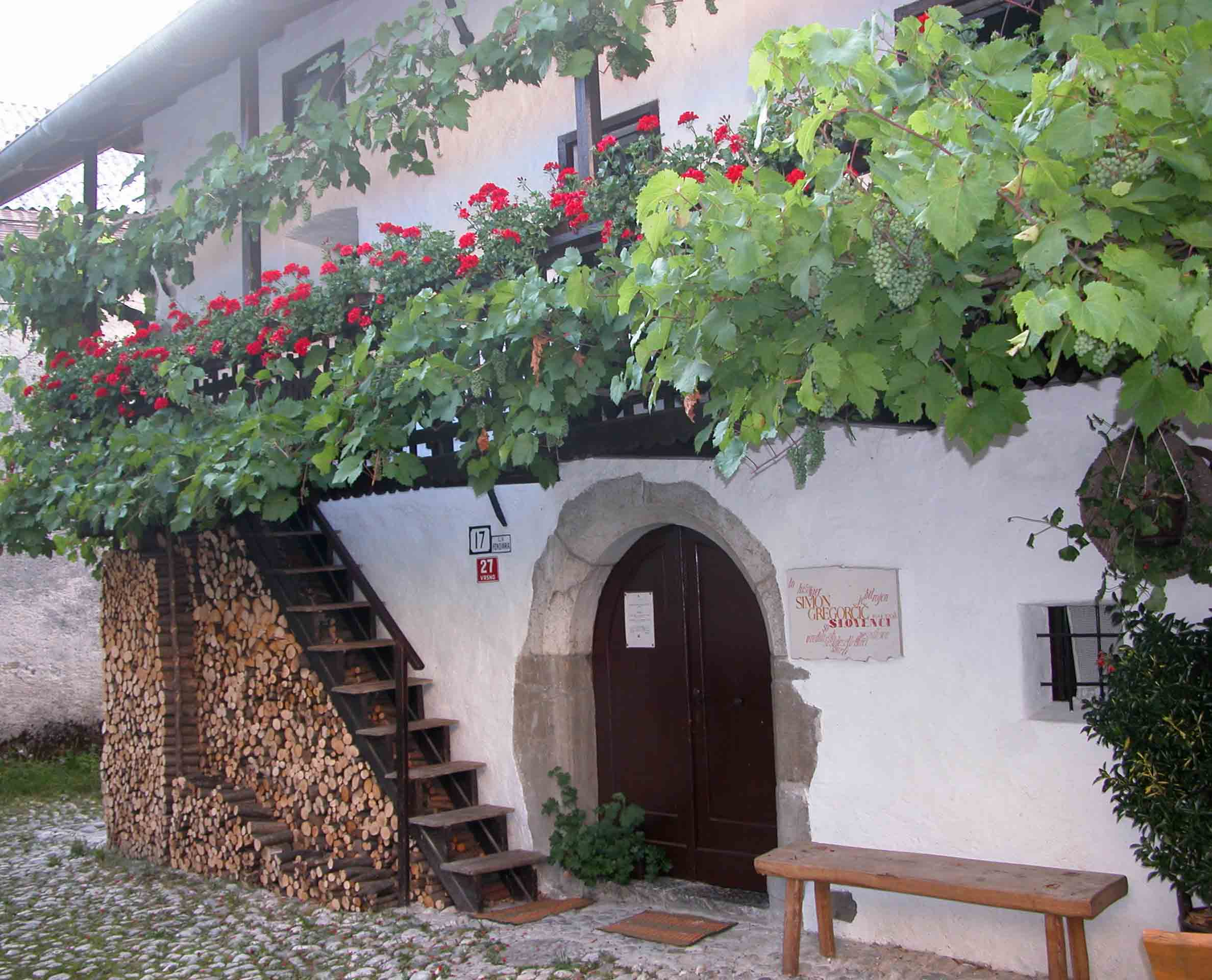
Huset i Vrsno där Simon Gregorčič föddes.

Simon Gregorčič, född den 15 oktober 1844, död den 24 november 1906, med smeknamnet "Goriškas näktergal", var en slovensk romersk-katolsk präst och poet.

## Hans liv
Simon Gregorčič föddes 1844 i den lilla bergsbyn Vrsno nära Kobarid. Han gick i skolan i grannbyn Libušnje och därefter i gymnasiet i Gorica (italienska Gorizia). Efter gymnasiet gick han på prästseminarum i Gorica och prästvigdes 1867. 1868 blev han kyrkoherde i Kobarid, där han verkade fram till 1873 då han förflyttades till Rihemberg (nuvarande Branik) i Vipava. Där var han en mycket omtyckt präst, men kom inte lika bra överens med de styrande inom kyrkan. Han förflyttades 1882 till Gradišče pri Prvačini, där han köpte en liten egendom och bedrev jordbruk. Han stannade där i 21 år. År 1903 drog han sig tillbaka och flyttade till en våning i Gorica. Där avled han 1906 efter en hjärnblödning.

## Verk
Simon Gregorčič skrev redan som student lyrisk poesi, inspirerad av France Prešeren. Hans första diktsamling, Poezije kom ut 1882. Den följdes av ytterligare tre diktsamlingar, varav den sista kom ut först efter hans död.
Simon Gregorčič är kanske främst känd för sina postromantiska dikter, naturromantiska och patriotiska. En av hans mest kända dikter är Soči, som är en hyllning till floden Soča. Han har även skrivit kärleksdikter. Sammanlagt har han skrivit omkring 500 dikter, av vilka många har blivit tonsatta. Han blev mycket populär som poet och fick smeknamnet "Goriškas näktergal".
En staty av Simon Gregorčič finns i Kobarid. Där, liksom i många andra slovenska städer, har också en gata, Gregorčičeva Ulica, uppkallats efter honom.